# 德意志亚恩多夫
德意志亚恩多夫是奥地利布尔根兰州滨湖新锡德尔县的一个市镇。总面积27.43平方公里，总人口597人，人口密度21.8人/平方公里（1º gennaio 2012年）。